# Cassandra Tate

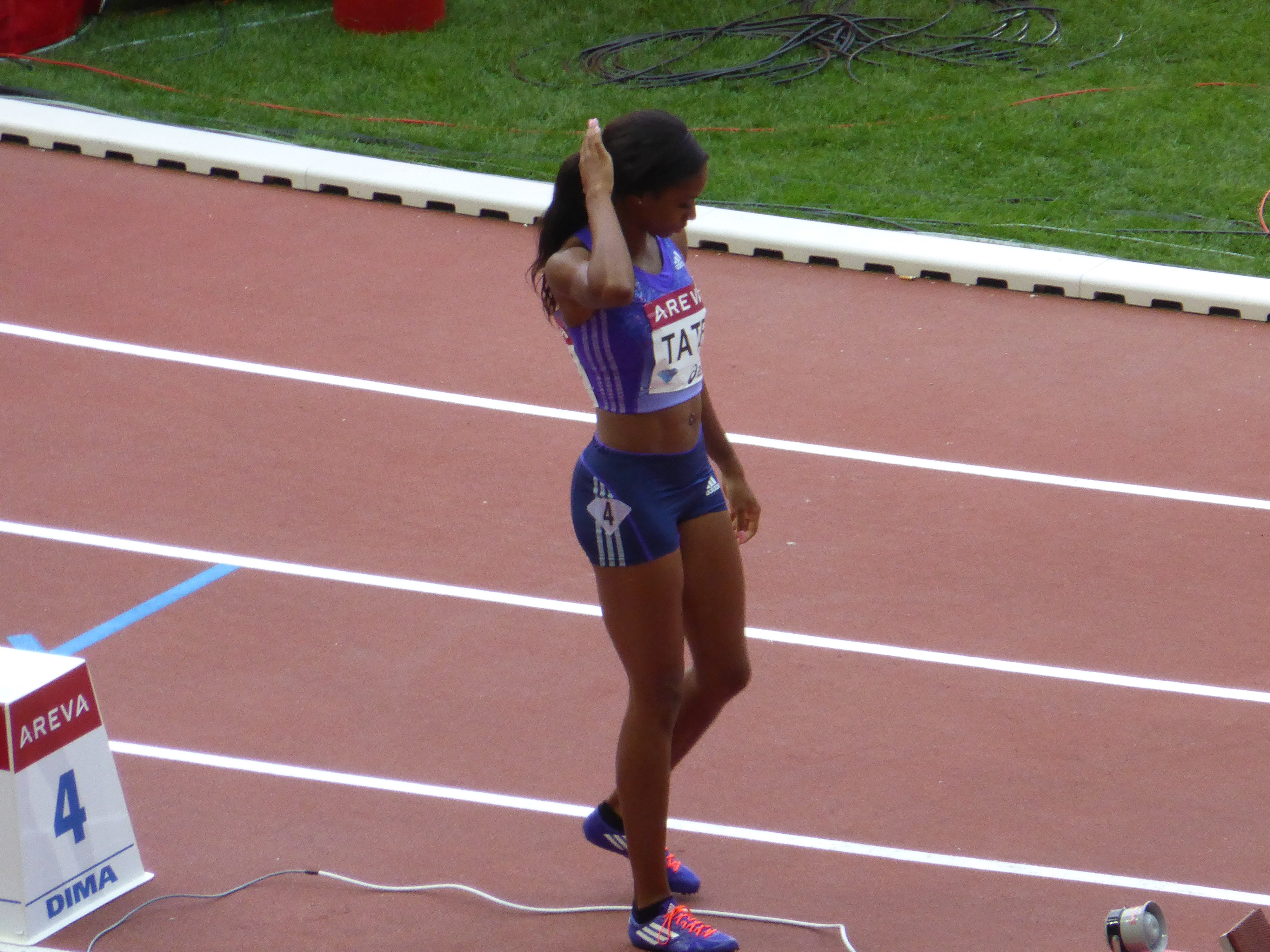
Cassandra Tate 2015 im Stade de France

Cassandra Tate (* 11. September 1990 in Hammond, Louisiana) ist eine US-amerikanische Hürdenläuferin, die sich auf die 400-Meter-Distanz spezialisiert hat und wegen ihrer Sprintstärke auch in der 4-mal-400-Meter-Staffel eingesetzt wird.
2014 siegte sie bei den Leichtathletik-Hallenweltmeisterschaften in Sopot mit der US-amerikanischen 4-mal-400-Meter-Stafette.
2015 qualifizierte sie sich als Zweite der US-Meisterschaften für die Leichtathletik-Weltmeisterschaften in Peking, bei denen sie Bronze gewann.
Für die Louisiana State University startend wurde sie 2012 NCAA-Meisterin.

## Persönliche Bestzeiten
- 200 m (Halle): 23,37 s, 28. Februar 2010, Fayetteville
- 400 m: 52,51 s, 18. April 2015, Baton Rouge
  - Halle: 52,40 s, 23. Februar 2014, Albuquerque
- 400 m Hürden: 54,01 s, 28. Juni 2015, Eugene